# Radicales del movimiento franciscano
Radicales del movimiento franciscano con respecto a las teorías de Joaquín de Fiore, el que había profetizado una nueva y última era del Espíritu Santo a partir del año 1260, la cual fue tomada por los franciscanos espirituales, seguidores fanatizados de San Francisco de Asís, fundador del movimiento, quienes en su tergiversación se consideraron elegidos para predicar el fin del mundo y de la iglesia.

## Historia

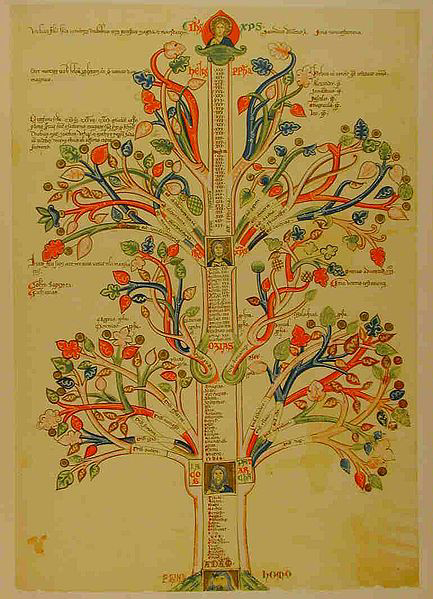
Libro de las Figuras" del Abad Joaquin de Fiore (1135-1202) con el "Árbol de la Humanidad: De Adán a la Segunda Venida de Jesús Cristo".

Si bien muchas obras figuran a nombre del abate calabrés Joaquín de Fiore, sólo tres son reconocidas auténticas por la mayoría de los investigadores: Concordia dell'autentico e nuovo Testamento, Commento all'Apocalisse, y Salterio delle dieci corde. Son falsos algunos libros que se le atribuyeron, como los Vaticinia Pontificum, de gran celebridad en la Edad Media, y los comentarios a las profecías de Cirilo, Merlín y la Sibila Eritrea. 
En la Concordia dell'autentico e nuovo Testamento habiendo comparado a Jesucristo con Salomón, hijo predilecto del rey David, equipara a Federico II con Absalón, hijo rebelde de aquel. Para todos los joaquinistas, Federico II era tenido como el Anticristo, o al menos uno de sus precursores. Joaquín de Fiore habría profetizado su nacimiento de Constanza, esposa de Enrique VI, Emperador del Sacro Imperio Romano Germánico, quien sería el futuro y más peligroso enemigo de la Iglesia.
En su exégesis de las Sagradas Escrituras, Joaquín de Fiore elaboró una interpretación de la historia como un ascenso en tres edades sucesivas, cada una de ellas presidida por una de las personas de la Trinidad. la primera edad era la del Padre, o de la Ley, la segunda la del Hijo, o del Evangelio, la tercera, la del Espíritu. La primera había sido de temor y servidumbre, la segunda de fe y sumisión filial, la tercera sería de amor, alegría y libertad. 
Cada edad había sido precedida de un período de incubación: en la primera edad desde Adán hasta Abraham, en la segunda desde Elías hasta Jesucristo, en la tercera, desde San Benito y estaba cerca a su fin cuando Joaquín compuso sus obras. Según San Mateo, entre Cristo y Abraham se contaban 42 generaciones, por lo tanto, el período entre Cristo y el cumplimiento de la tercera edad también debería ser de 42 generaciones. Considerando cada generación como un lapso de 30 años, situó la culminación de la historia humana entre los años 1200 y 1260.
Ya en vida de San Francisco de Asís, se habían manifestado dos tendencias en la orden por él creada: una a imitación de Jesucristo quería practicar la pobreza absoluta viviendo únicamente de la mendicidad y el trabajo manual; la segunda apuntaba a una pobreza relativa. Cuando los franciscanos espirituales se negaron a aceptar las innovaciones que se impusieron a la orden mendicante creada por Francisco, tomaron las profecías de Joaquín de Fiore, las editaron y comentaron. Idearon profecías que le atribuyeron, que acabarían incluso teniendo más notoriedad que las auténticas. Adaptaron la escatología joaquinista, para ser considerados la nueva orden que, reemplazando a la Iglesia Romana, debía conducir a la humanidad hacia las glorias de la edad del Espíritu. 

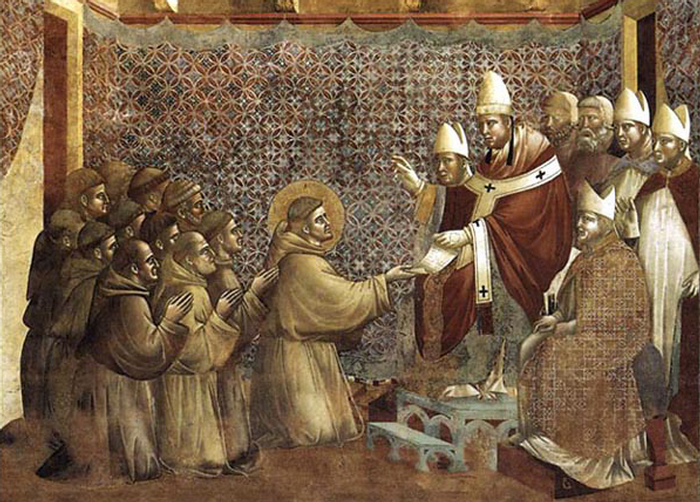
Giotto - Confirmación de la regla franciscana

Por una bula de 1230, el Papa Gregorio IX declaró que el testamento de Francisco de Asís no obligaba a los integrantes de su orden; que el dinero, aunque les estuviera prohibido podía ser aceptado y administrado para sus necesidades, y que también podían hacer uso de otras cosas necesarias, como los conventos, libros, etc. Inocencio IV en 1245, con su bula añadió a los frailes el permiso de poder recurrir al nuncio apostólico para declarar otras cosas que les fueran necesarias, y dispuso que sus bienes fueran propiedad de la Santa Sede. 
La corriente franciscana más rígida no aceptaría esas disposiciones, al ser partidarios de una observancia literal de las reglas. Eran una minoría y encabezados por fray Angel Clareno, y luego por fray Ubertino de Casale, llamáronse a sí mismos franciscanos espirituales. La cuestión se convirtió en preocupante para la jerarquía eclesiástica, al afirmarse en el seno de los espirituales las corrientes joaquinistas, que con el joaquinista Juan de Parma, general de la orden desde 1247 a 1257, tuvieron gran prevalencia sobre la misma.
El concilio lateranense del 1215 ya había condenado las afirmaciones trinitarias de Joaquín de Fiore; y Alejandro IV, en una carta de 1255 al obispo de París anunció la condena contra L'introduttorio all'Evangelo eterno de Gerardo de Borgo San Donnino, donde éste afirmaba que Joaquín de Fiore había predicado que el evangelio eterno, anunciador de la tercera edad de la humanidad, sería anunciado por el ángel del sexto sello del Apocalipsis, el cual –según Borgo Sandonnino– era Francisco de Asís, quien llevaba los estigmas de Jesucristo. La orden franciscana sería la encargada de predicar el fin del mundo y de la iglesia, siendo fijado como límite el año 1260.
El decreto de Anagni de Alejandro IV, en octubre de 1255, si bien no condenaba expresamente las doctrinas joaquinistas, intervenía oportunamente contra ellas. Juan de Parma, general de la orden franciscana fue enjuiciado, y su sucesor, San Buenaventura salvó la unidad de la orden, frenando el progreso de los franciscanos espirituales. Fueron perseguidos, dispersados y encarcelados. Luego enviados a misionar a tierras lejanas. 
Más tarde, su desgracia creció con la fundación de la secta de los frailes apostólicos, por Gerardo Segarelli en Parma hacia 1260. Había vendido todos sus bienes y se dio a predicar la pobreza y penitencia según el espíritu joaquinista. Esperaba que ese año se iniciaría la era del Espíritu Santo. Sus seguidores se esparcieron por otras regiones de Italia, siendo perseguidos a partir de 1286. En 1300, Segarelli fue quemado vivo por la Inquisición bajo el cargo de herejía.